# 벚잎꽃사과나무
벚잎꽃사과나무(Malus prunifolia)는 장미과 사과나무속에 속하는 식물의 일종이다.

## 개요
높이 5~8m 이상 자라는 나무로, 새로 나는 가지에는 털이 촘촘하게 난다. 꽃은 흰색 또는 연홍색의 꽃이 피며, 주로 봄철에 개화한다. 유럽 및 아시아에서 25종, 북아메리카에서 9종이 자라나며, 남아메리카에서는 자라지 않는다.